# بول هيوز (مقاتل)
بول هيوز (بالإنجليزية: Paul Hughes؛ 27 مارس 1997) هو مُقاتل فنون قتالية مختلطة محترف أيرلندي يُنافس حاليًا في فئة الوزن الخفيف في بي إف إل. وهو مقاتل فنون قتالية مختلطة محترف منذ عام 2017، وهو بطل قفص المحاربين لوزن الريشة السابق.

## الخلفية
وُلِد هيوز في 27 مارس 1997 في سيدني بأستراليا، ونشأ في مقاطعة لندنديري، أيرلندا الشمالية، حيث شارك في البداية في رياضات مثل كرة القدم الغيلية والهيرلينغ قبل الانتقال إلى فنون القتال المختلطة. بدأت مسيرته الاحترافية في فنون القتال المختلطة في عام 2017، بعد مسيرة ناجحة للهواة برصيد 6–2 وبطولتين للهواة في وزن الريشة في كلان وارز.

## بدايته
اكتسب هيوز الاهتمام لأول مرة في مشهد فنون القتال المختلطة الأوروبي مع قفص المحاربين، حيث فاز بلقب وزن الريشة المؤقت بفوزه على مورجان شاريير ثم وحد لقب الفئة لاحقًا بالفوز في نزال العودة ضد جوردان فوسينيك. انتقم في هذا النزال من خسارته الوحيدة في مسيرته، والتي تكبدها بقرار القضاة بالانقسام قريب من فوسينيك في عام 2020. لفتت عروضه ونجاحه في قفص المحاربين الانتباه من منظمات فنون القتال المختلطة الرئيسية، وفي النهاية وقع مع بي إف إل.

## بي إف إل / بيلاتور
خاض هيوز أول نزال له بفوزه على بوبي كينج بقرار القضاة بالإجماع في حدث بطولة بيلاتور تشامبيونز سيريز 3 في 22 يونيو 2024، مهد هذا الفوز الطريق لتحدي كبير ضد أ. ج. ماكي، بطل بيلاتور السابق لوزن الريشة، في حدث نزالات السوبر بي إف إل: معركة العمالقة في 19 أكتوبر 2024. فاز في النزال بقرار القضاة بالانقسام.
تحدى هيوز عثمان نورمحمدوف على لقب بطولة بيلاتور العالمية للوزن الخفيف في 25 يناير 2025 في الحدث الرئيسي لسلسلة أبطال بي إف إل 1. خسر القتال بقرار القضاة بالأغلبية.

## البطولات والإنجازات
- قفص المحاربين
  - بطولة قفص المحاربين لوزن الريشة (مرة واحدة)
  - بطولة قفص المحاربين لوزن الريشة المؤقت (مرة واحدة)

## سجل فنون القتال المختلطة
| السجل المهني |        |         |
| 15 نزال      | 13 فوز | 2 خسارة |
| ضربة قاضية   | 6      | 0       |
| إخضاع        | 3      | 0       |
| قرار القضاة  | 4      | 2       |

| النتيجة | السجل | الخصم              | الطريقة                              | الحدث                                  | التاريخ        | الجولة | الوقت | المكان                        | الملاحظات |
| ------- | ----- | ------------------ | ------------------------------------ | -------------------------------------- | -------------- | ------ | ----- | ----------------------------- | --- |
| خسر     | 13–2  | عثمان نورمحمدوف    | قرار القضاة (بالأغلبية)              | سلسلة أبطال بي إف إل 1                 | 25 يناير 2025  | 5      | 5:00  | دبي، الإمارات العربية المتحدة | على لقب بطولة بيلاتور للوزن الخفيف. تم خصم نقطة واحدة من نورمحمدوف في الجولة الثالثة بسبب الركلات المتكررة بين الفخذين. |
| فاز     | 13–1  | أ. ج. ماكي         | قرار القضاة (بالانقسام)              | نزالات السوبر بي إف إل: معركة العمالقة | 19 أكتوبر 2024 | 3      | 5:00  | الرياض، السعودية              | |
| فاز     | 12–1  | بوبي كينج          | ضربة فنية قاضية (باللكمات والمرفقين) | بطولة بيلاتور تشامبيونز سيريز 3        | 22 يونيو 2024  | 2      | 4:50  | دبلن، أيرلندا                 | |
| فاز     | 11–1  | فابيانو سيلفا      | ضربة فنية قاضية (بالركبة والمرفقين)  | قفص المحاربين 170                      | 6 أبريل 2024   | 1      | 4:37  | دبلن، أيرلندا                 | نزال في وزن غير محدد (160 رطل).                                                                                         |
| فاز     | 10–1  | جان كوايهاجينز     | ضربة قاضية (باللكمات)                | قفص المحاربين 161                      | 14 أكتوبر 2023 | 1      | 2:47  | دبلن، أيرلندا                 | العودة للوزن الخفيف. |
| فاز     | 9–1   | جوردان فوسينيك     | قرار القضاة (بالإجماع)               | قفص المحاربين 145                      | 4 نوفمبر 2022  | 5      | 5:00  | لندن، إنجلترا                 | فاز ووحد لقب بطولة قفص المحاربين لوزن الريشة.                                                                           |
| فاز     | 8–1   | مورجان شاريير      | قرار القضاة (بالأغلبية)              | قفص المحاربين 128                      | 1 أكتوبر 2021  | 5      | 5:00  | لندن، إنجلترا                 | فاز بلقب بطولة قفص المحاربين لوزن الريشة المؤقت.                                                                        |
| فاز     | 7–1   | جيمس هندين         | قرار القضاة (بالإجماع)               | قفص المحاربين 120                      | 18 مارس 2021   | 3      | 5:00  | لندن، إنجلترا                 | |
| خسر     | 6–1   | جوردان فوسينيك     | قرار القضاة (بالانقسام)              | قفص المحاربين 119                      | 12 ديسمبر 2020 | 3      | 5:00  | لندن، إنجلترا                 | |
| فاز     | 6–0   | إيدان ستيفن        | إخضاع (خنق خلفي عاري)                | قفص المحاربين 116                      | 11 أغسطس 2020  | 3      | 4:21  | مانشستر، إنجلترا              | العودة إلى وزن الريشة.                                                                                                  |
| فاز     | 5–0   | يوري بانادا        | ضربة قاضية (ركلة رأس)                | قفص المحاربين 112                      | 7 مارس 2020    | 2      | 2:33  | مانشستر، إنجلترا              | نزال في وزن غير محدد (150 رطل).                                                                                         |
| فاز     | 4–0   | خليفة سيدي         | إخضاع (خنق خلفي عاري)                | صراع القفص 2                           | 26 أكتوبر 2019 | 1      | 1:43  | بلفاست، أيرلندا الشمالية      | الظهور الأول في الوزن الخفيف. فاز بلقب بطولة صراع القفص للوزن الخفيف الافتتاحي.                                         |
| فاز     | 3–0   | ماتيوز ماكاروفسكي  | إخضاع (خنق خلفي عاري)                | قفص المحاربين: غير متصل 2              | 6 سبتمبر 2019  | 1      | 2:34  | لندن، إنجلترا                 | نزال في وزن غير محدد (164 رطل).                                                                                         |
| فاز     | 2–0   | ستيفن أونيل        | ضربة فنية قاضية (باللكمات)           | صراع القفص 1                           | 9 مارس 2019    | 1      | 3:00  | بلفاست، أيرلندا الشمالية      | فاز بلقب بطولة صراع القفص لوزن الريشة الافتتاحي.                                                                        |
| فاز     | 1–0   | دولوتايلي تشودونوف | ضربة فنية قاضية (باللكمات)           | بي إيه إم إم إيه 28                    | 24 فبراير 2017 | 1      | 1:32  | بلفاست، أيرلندا الشمالية      | الظهور الأول في وزن الريشة.                                                                                             |

## وصلات خارجية
- بول هيوز على Tapology.com
- بول هيوز على شيردوغ
- بول هيوز على بيلاتور